# Eucamptodon perichaetialis
Eucamptodon perichaetialis är en bladmossart som beskrevs av Montagne 1845. Eucamptodon perichaetialis ingår i släktet Eucamptodon och familjen Dicnemonaceae. Inga underarter finns listade i Catalogue of Life.